# Alberto Fujimori
Alberto Ken'ya Fujimori (26. července 1938 Lima – 11. září 2024 Lima) byl peruánský politik japonského původu, který byl prezidentem Peru v letech 1990–2000. Fujimori byl kontroverzní osobou – na jednu stranu pomohl zemi překonat vleklou a hlubokou ekonomickou krizi a rázně zasáhl proti teroristickým organizacím Světlá stezka a Revoluční hnutí Túpac Amaru (dále MRTA), na druhé straně byl spojený s korupcí, porušováním lidských práv a používáním nedemokratických praktik.

## Před vstupem do politiky
Rodina Alberta Fujimoriho přišla v roce 1934 do Peru z Japonska. Fujimori o sobě tvrdil, že se narodil 28. července na výročí nezávislosti země na Španělsku, ale jiné dokumenty ukazují, že se narodil již 26. července. Původní profesí zemědělský inženýr byl v době svého zvolení profesorem matematiky. V roce 1988 založil politickou stranu Cambio 90 (Změna 90).

## První období

### Politika
V roce 1990, kdy byl Fujimori zvolen prezidentem Peru, byla země v komplikované situaci. Peru bylo dlouhodobě v ekonomické krizi, sociálně rozdělené a zmítané občanskou válkou. Předchozí prezident Alan García během svého mandátu zestátnil banky, přivedl zemi k hyperinflaci (cca 3399 % v roce 1989) a na pokraj státního bankrotu, rovněž potlačení maoistické guerilly Světlá stezka a marxistické guerilly MRTA se mu nedařilo – Světlá stezka v roce ovládala 19 z 24 departmentů Peru.
Hlavním oponentem Garcíi byl peruánský spisovatel a kandidát pravicové koalice Frente Democrático (Demokratická fronta) Mario Vargas Llosa – překvapivě však ve volbách zvítězil právě nepříliš známý Fujimori, který si získal sympatie veřejnosti svou příslušností k menšině (jeho rodina je japonského původu), skromností a rozhodností.
Jelikož však měl Fujimori v parlamentu menšinu, provedl v roce 1992 (zejména díky podpoře peruánské armády) tzv. „samopuč“ – rozpustil parlament, pozastavil platnost ústavy a některé opoziční politiky držel v domácím vězení. Jeho argumentem bylo, že opozice brání boji proti terorismu. Následné volby opoziční strany bojkotovaly a Fujimori po nich mohl sestavit většinovou vládu.

### Ekonomika
Fujimori po svém zvolení praktikoval tvrdou neoliberální politiku (zrušení státních subvencí, liberalizace dovozu), což vedlo ke krachu řady firem a růstu nezaměstnanosti, přičemž následky (které vyvolaly řadu stávek a demonstrací) zmírňovala sociální opatření (např. subvence na potraviny). Tato opatření však opravdu časem snížila inflaci a přivedla do země nové investory. Jen v roce 1994 peruánská ekonomika narostla o 13 %, což bylo nejvíce na světě. Další hospodářská krize Peru zasáhla až v roce 1998 jako důsledek asijské finanční krize. Fujimoriova liberalizace tak ve výsledku nastartovala éru dynamického hospodářského růstu, která trvá v podstatě dodnes.

### Boj proti terorismu
Za vlády Alberta Fujimoriho se Peru podařilo významně omezit činnost guerill, operujících na jeho území. Zlomem v činnosti Světlé stezky bylo 12. září 1992, kdy byl zatčen její vůdce Abimael Guzmán. Vůdce Revolučního hnutí Túpak Amaru se podařilo také dopadnout a oba dva byli později odsouzeni na doživotí. Tvrdý postup Fujimoriho a armády vedl k tomu, že počet členů obou guerill poklesl z tisíců na „pouhých“ několik set osob a jejich útoků v 90. letech výrazně ubylo.
Kontroverze vyvolal poslední velký útok členů Revolučního hnutí Túpak Amaru, ke kterému došlo koncem roku 1996. Komando dvanácti mužů a dvou nezletilých dívek vedených Néstorem Cerpou tehdy obsadilo japonské velvyslanectví v Limě a po 126 dnů zde drželo 72 většinou významných osob a diplomatů (původně zde drželi na 700 osob – například bratra prezidenta Alberta Fujimoriho, ministra zahraničí Francisca Tudelu či tehdejšího chargé d'affaires České republiky Lubomíra Hladíka, většinu z nich však postupně propustili). Fujimori tehdy odmítl jakékoliv vyjednávání a policie posléze velvyslanectví obsadila silou a všechny únosce zastřelila. Kromě 14 únosců v boji zemřeli dva policisté a jeden z rukojmích zemřel na infarkt. Po útoku se také ukázalo, že budova velvyslanectví byla celá monitorována odposlouchávacím zařízením.

## Druhé a třetí období
V roce 1995 byl Fujimori znovuzvolen. V roce 2000 se rozhodl bezprecedentně kandidovat potřetí a ve volbách, které opozice označila za zmanipulované, opět zvítězil. Krátce nato se však jeho vláda po korupčním skandálu rozpadla. Fujimori brzy odcestoval do Japonska, kde ho proti případnému souzení v Peru chránilo jeho japonské občanství a faxem podal demisi.

## Vydání, souzení a omilostnění
V roce 2000 Fujimori utekl do Japonska (kromě peruánského měl i japonské občanství) a faxem poslal do Peru vyjádření o své demisi. V roce 2005 však odletěl do Chile, jelikož měl v úmyslu v Peru opět kandidovat v prezidentských volbách. Byl však zatčen na základě mezinárodního zatykače a vydán do Peru. V roce 2007 byl Fujimori za zneužití pravomoci veřejného činitele a porušení domovního práva odsouzen na šest let. V roce 2000 totiž nařídil prohledat byt, v němž měl šéf tajných služeb Vladimiro Montesinos ukryty videozáznamy dokumentující korupci v jeho vládě. Pomocí falešného prokurátora pak chtěl důkazy ukrást. Celkem byl obviněn z dvaceti trestných činů, například z korupce a porušování lidských práv. Měl například schválit dva masakry v letech 1991 a 1992, při kterých zahynulo 25 lidí. Spáchalo je zvláštní komando Colina, které s vědomím Fujimoriho zřídil právě Montesinos. Montesinos i členové komanda byly za tyto masakry již odsouzeni. Fujimori soudní rozsudky považuje za politické pronásledování.
Dne 7. dubna 2009 byl odsouzen k 25 letům vězení, když ho soud shledal vinným z porušování lidských práv, z únosů a z podílu na zabití 25 lidí. Na konci prosince 2017 jej prezident Pedro Pablo Kuczynski omilostnil, dle opoziční strany Fuerza Popular i díky dohodě, aby tak zamezil úspěšnému hlasování o svém vlastním odvolání. Omilostnění Fujimoriho se nesetkalo s kladným ohlasem části peruánské veřejnosti. Protestů proti udělení milosti se po celé zemi se zhruba třiceti miliony obyvatel zúčastnilo asi pět tisíc osob.

## Závěr života a úmrtí

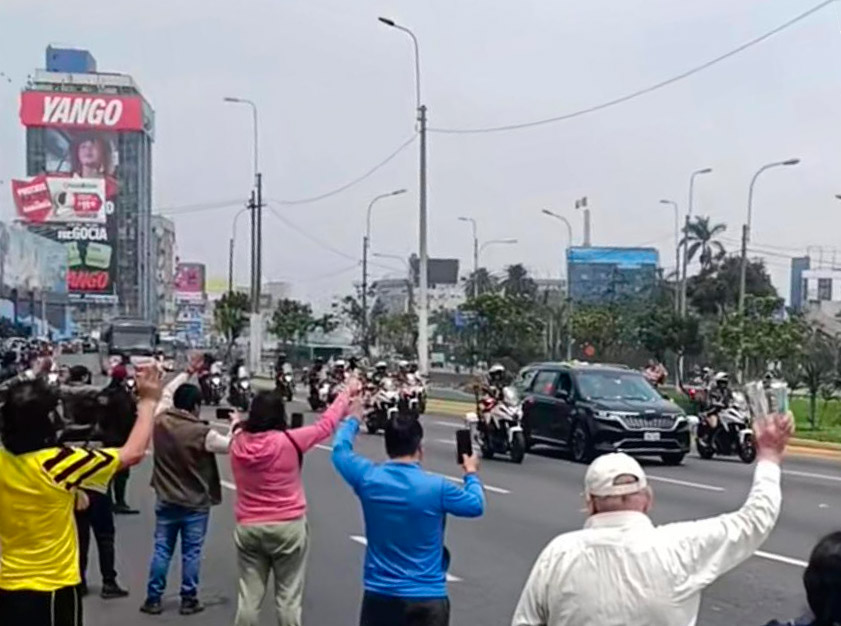
Lidé zdravící kolonu s ostatky prezidenta v Limě

Fujimori byl v prosinci 2023 propuštěn z humanitárních důvodů z vězení na základě rozhodnutí ústavního soudu, který uznal milost udělenou v roce 2017.
Dne 11. září 2024 podlehl ve věku 86 let rakovině. Shodou okolností zemřel ve stejný den (i ve stejném věku) jako Abimael Guzmán. V Peru byl vyhlášen třídenní státní smutek, pohřeb se konal 14. září.

## Vyznamenání
- čestný rytíř velkokříže Řádu svatého Michala a svatého Jiří (Spojené království, 1998)[12]
- velkokříž s řetězem Řádu rumunské hvězdy (Rumunsko, 1998)[13]